# Пасивна безпека

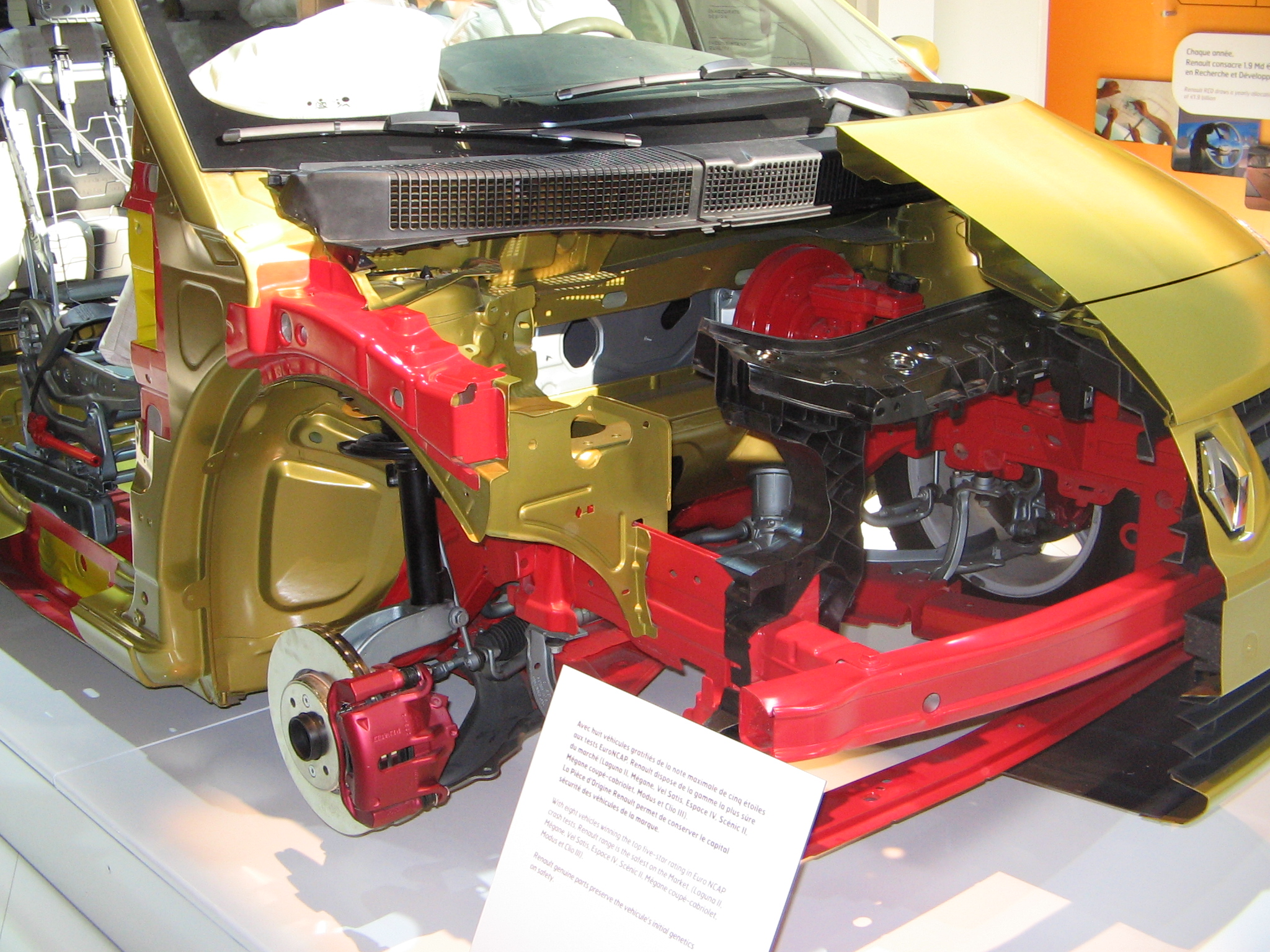
Енергопоглинальні елементи шасі автомобіля Renault Scénic

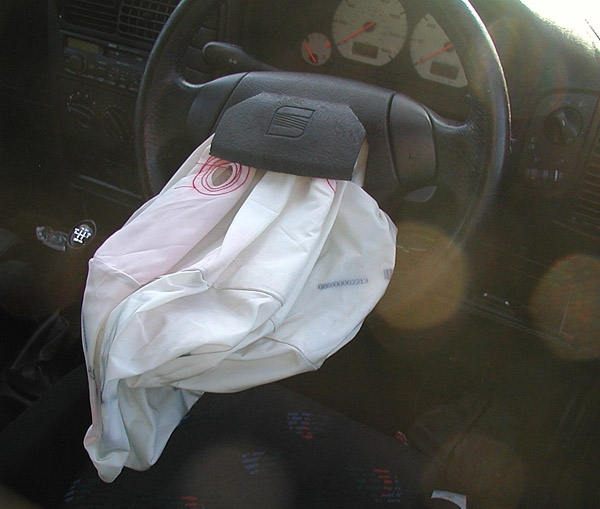
Подушка безпеки після спрацювання (у спущеному стані)

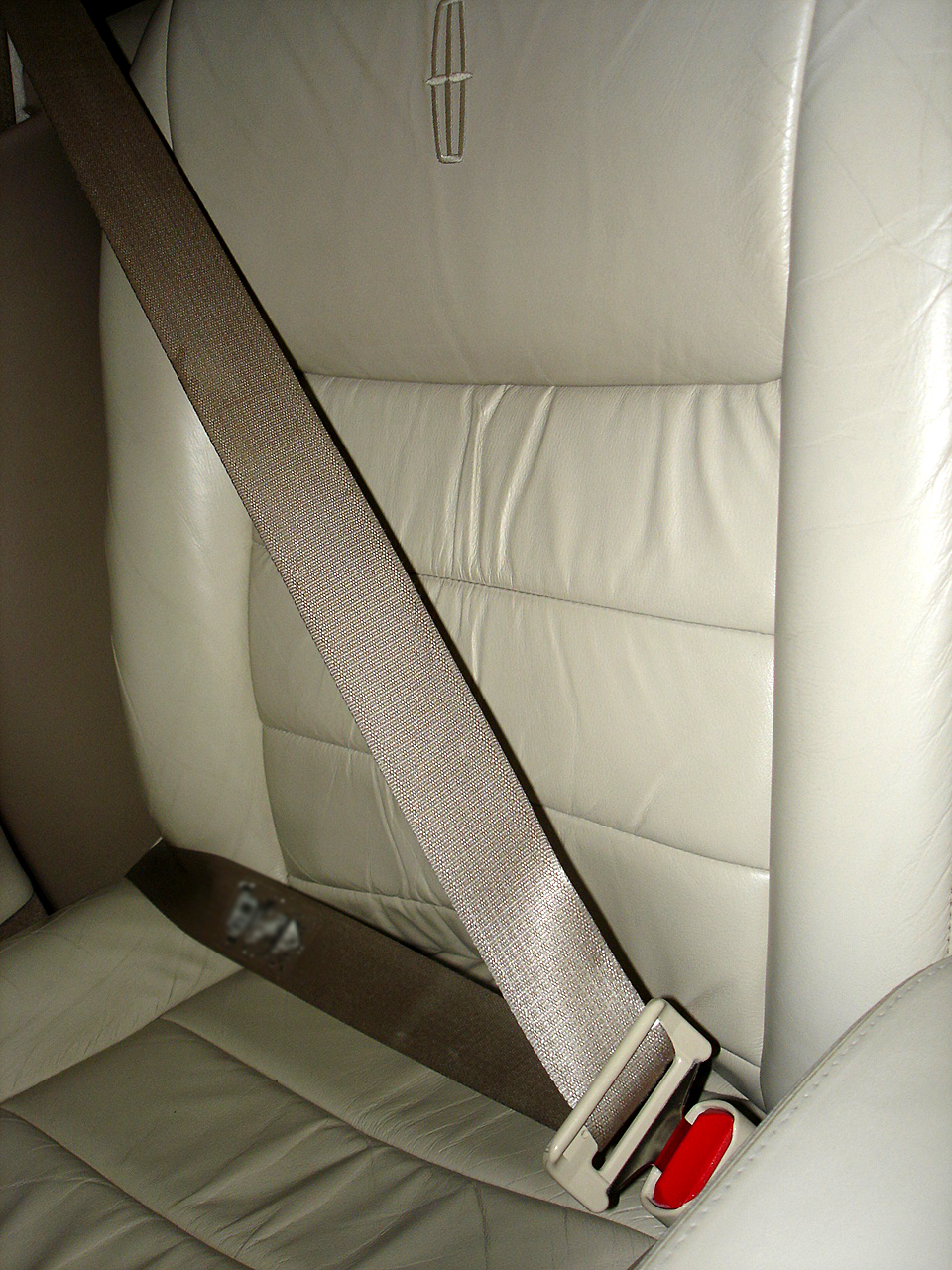
Триточковий ремінь безпеки в автомобілі

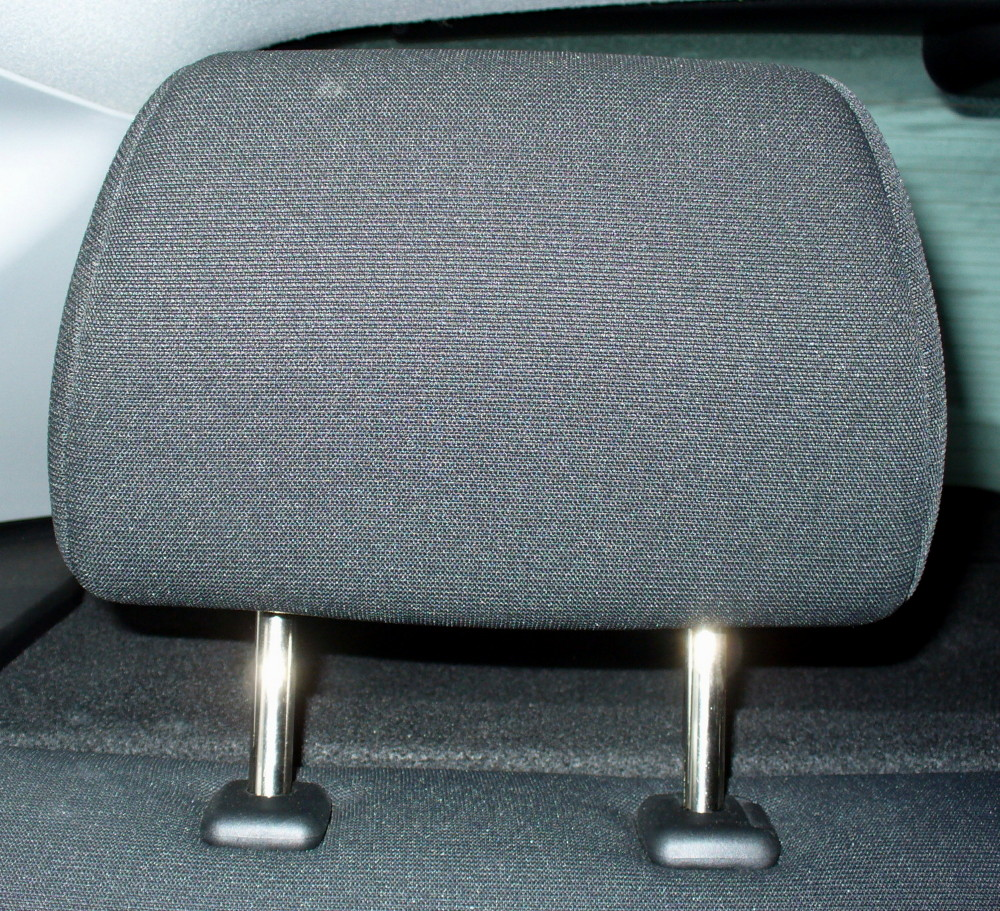
Підголовник

Паси́вна безпе́ка (англ. passive safety) — сукупність конструктивних особливостей транспортного засобу та дорожніх споруд, що забезпечують виключення чи зниження тяжкості наслідків дорожньо-транспортної пригоди без активних дій учасників дорожнього руху.
Сукупність конструктивних елементів транспортного засобу, що використовуються для захисту пасажирів від травм при аварії, складає систему пасивної безпеки. Система повинна забезпечувати захист не лише пасажирів і конкретного автомобіля, але й інших учасників дорожнього руху.
Основоположником сучасної концепції пасивної безпеки автомобіля заслужено вважається німецький інженер-конструктор і винахідник Бела Барені.

## Види елементів системи пасивної безпеки
В пасивну систему безпеки транспортного засобу може входити:
- подушки безпеки;
- легкозминальні або м'які елементи передньої панелі;
- кермова колонка, що зминається при ударі;
- травмобезпечний педальний вузол — при зіткненні педалі відокремлюються від місць кріплення і зменшують ризик пошкодження ніг водія;
- інерційні ремені безпеки та попередньо натягувальні пристрої до них;
- дитячі системи безпеки — кріплення, крісла, ремені безпеки;
- зони деформації — енергопоглинальні елементи передньої та задньої частин автомобіля, що зминаються при ударі — бампери, елементи шасі тощо;
- статичні та активні підголовники сидінь — захищають від серйозних травм шию пасажира при ударі автомобіля ззаду;
- безпечне скло —загартоване, яке при руйнуванні розсипається на безліч негострих осколків та триплекси;
- дуги безпеки — посилені передні стійки даху і верхня рамка вітрового скла в родстерах та кабріолетах;
- поперечні бруси в дверях;
- аварійний вимикач акумуляторної батареї;
- система захисту пішоходів тощо.

## Керування системою безпеки автомобіля
Система пасивної безпеки сучасного автомобіля має електронне керування, що забезпечує ефективну взаємодію більшості її компонентів. Конструктивно система керування містить вхідні датчики, блок керування та виконавчі пристрої.
Вхідні датчики сприймають параметри, при яких виникає аварійна ситуація, і перетворюють їх в електричні сигнали. До них належать датчики удару, вимикачі замка ременя безпеки, датчик зайнятості сидіння переднього пасажира, а також датчик положення сидіння водія і переднього пасажира тощо. На кожну зі сторін автомобіля встановлюється, зазвичай, по два датчики удару. Вони забезпечують спрацювання відповідних подушок безпеки. У задній частині датчики удару застосовуються при обладнанні автомобіля активними підголівниками з електричним приводом.
Вимикач замка ременя безпеки забезпечує підтвердження використання ременя безпеки. Датчик зайнятості сидіння переднього пасажира дозволяє в разі аварійної ситуації і відсутності на передньому сидінні пасажира зберегти відповідну подушку безпеки. Залежно від положення сидіння водія і переднього пасажира, що сприймається відповідними датчиками, змінюється порядок та інтенсивність застосування компонентів системи.
На підставі порівняння сигналів датчиків з контрольними параметрами блок керування встановлює настання аварійної ситуації і активізує необхідні виконавчі пристрої елементів системи пасивної безпеки. Активізація виконавчих пристроїв проводиться у певному поєднанні відповідно до закладеного у блок керування програмного забезпечення, який на основі аналізу інформації, що надходить від датчиків здатен розпізнавати фронтальний, фронтально-діагональний, боковий удари та удар ззаду і активувати відповідні елементи системи пасивної безпеки.
Виконавчим пристроями елементів системи пасивної безпеки є піропатрони подушок безпеки, натягувачі ременів безпеки, аварійні вимикачі акумуляторної батареї, механізми приводу активних підголівників (при використанні підголівників з електричним приводом), а також контрольна лампа, що сигналізує про непристебнуті ремені безпеки.